# ボイドキューブ

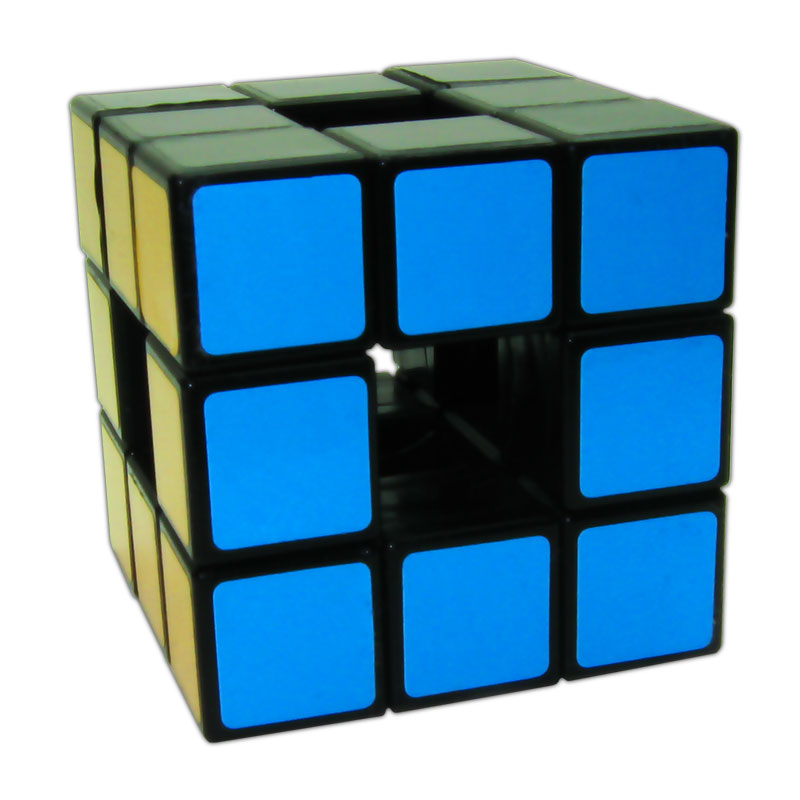
ボイドキューブ

ボイドキューブ(Void cube)は、岡本勝彦が作成した立方体パズルである。ルービックキューブの系統に属するメカニカルパズルであり、"Void"の名が示す通り、全体を貫通する穴が中央にあいているのが特徴である。
このパズルは、2007年に国際パズルパーティーのパズルコンペティションに出品され入賞している。翌2008年に幻冬舎エデュケーションから発売された。

## 攻略
ボイドキューブには中央のマスがないが、角のキューブから各面の位置関係は分かるので、途中まではルービックキューブと同様の揃え方で揃えることができる。
ただし、中央がないことからパリティの破れが発生し、最終段階で普通のルービックキューブではありえない配置が出現することがある（真ん中の列を90°回転させることで解決できる）。
ちなみに通常のルービックキューブでも、真ん中の列を90°回転させ、センターキューブを無視して攻略すると、上記のパリティの破れと同じことが起こる。